# Château Maugiron
Pour les articles homonymes, voir Maugiron.
Le château Maugiron est un château de la commune de Valfroicourt dans le département des Vosges en région Lorraine.

## Histoire
Pierre de Maugiron, Grand écuyer de Lorraine, fait construire le premier château au début du XVIe siècle. Les fondations de ce premier édifice se voit toujours aujourd'hui.
En 1720, Valfroicourt est incorporé au comté d'Hoffelize (Bainville-aux-Saules actuellement), et les comtes du même nom viennent habiter le château. Le dernier seigneur de Valfroicourt, Charles Georges d'Hoffelize, chambellan de l'empereur et maréchal de camp du roi de France, fait reconstruire le château dans le goût du XVIIIe siècle. Mais à peine achevé en 1789, le comte doit fuir, dès le début de la Révolution française, par un souterrain à l'Abbaye Notre-Dame de Bonfays car son château est assiégé par des paysans en colère qui y mettent le feu.
Les ruines calcinées sont incorporées dans une nouvelle construction plus modeste au XIXe siècle, pour être transformée en exploitation agricole. L'ensemble est sauvé par M. et Mme Peiffer dans la seconde moitié du XXe siècle, et est inscrit aux monuments historiques le 31 août 1990 (façades, toitures et jardin).

## Description
Les superpositions successives de l'histoire donnent au manoir un caractère étrange. Seule une moitié du château conserve des ouvertures XVIIIe siècle avec de beaux balcons en fer forgé. L'intérieur conserve encore quelques boiseries et cheminées restaurées par M. et Mme Peiffer.
À l'arrière du château se trouvait un parc à la française, manquant d'entretien actuellement.

## Galerie d'images

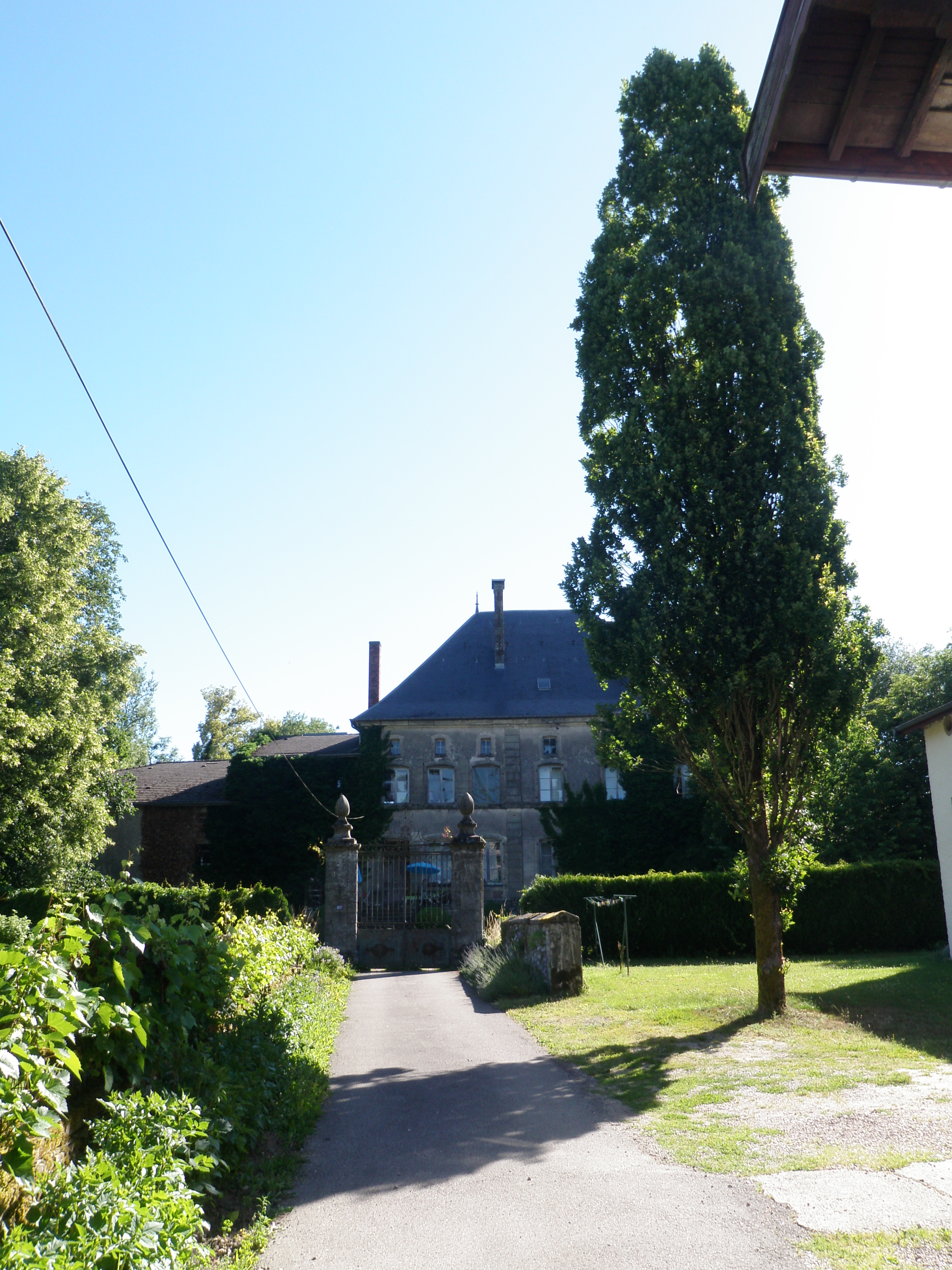
Allée menant au château
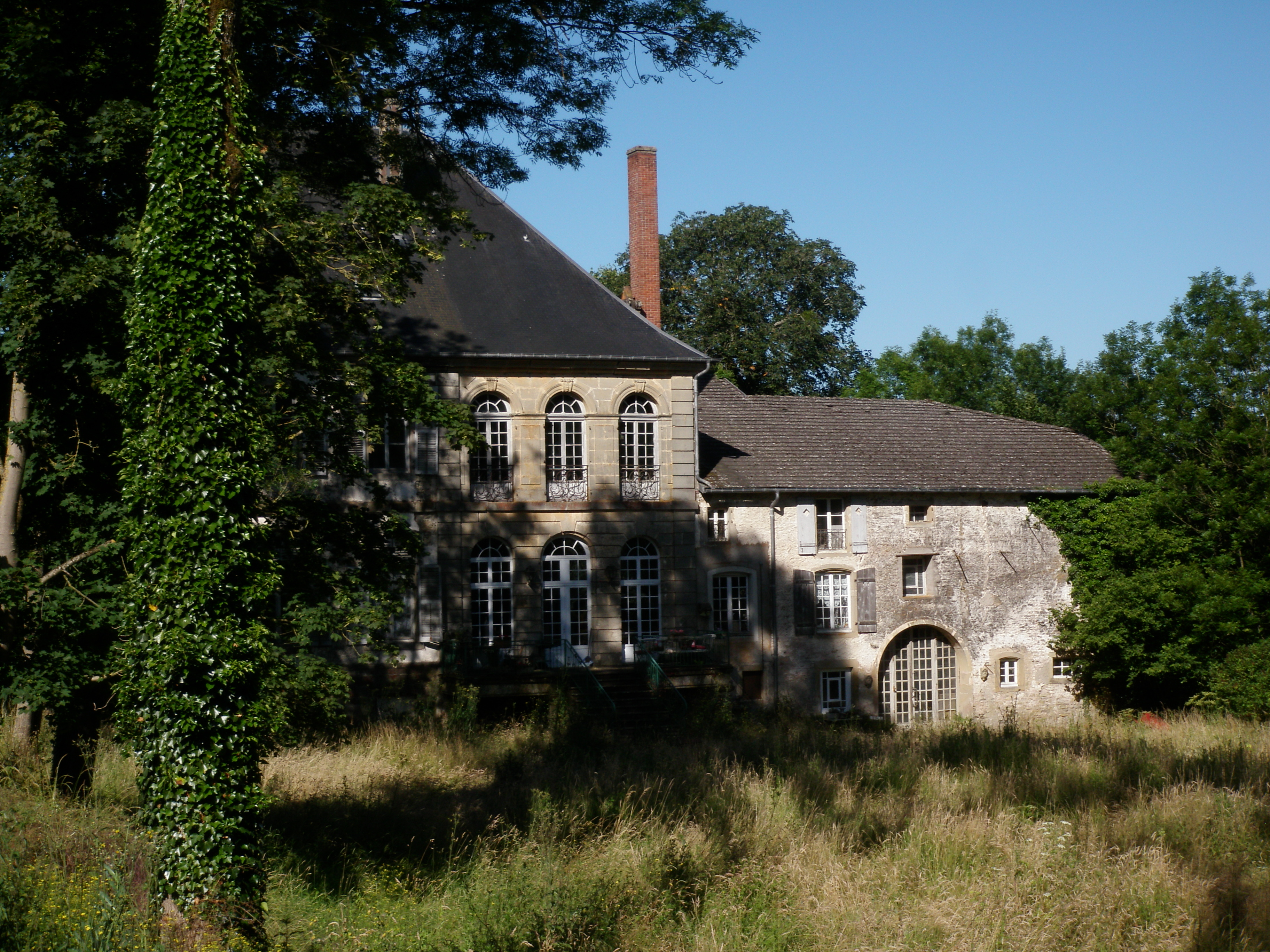
Façade est
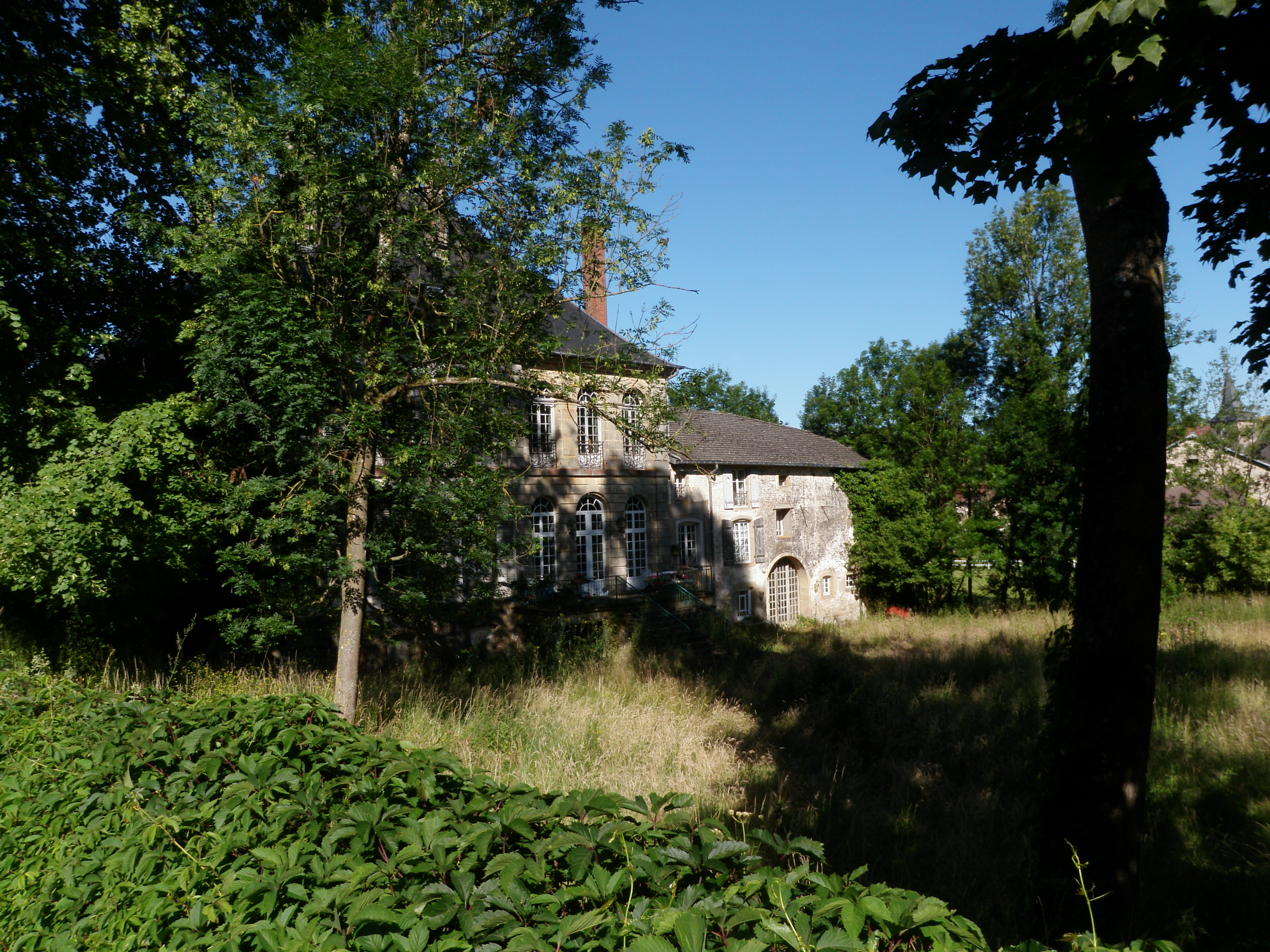
Façade est et jardin en friche

### Source
Jean-François Michel, Châteaux des Vosges, Nouvelles Éditions latines  (ISBN 2-7233-0039-0)